# 白河国造
白河国造（しらかわのくにのみやつこ）は令制国での陸奥国白河郡（しらかわのこおり）（現福島県白河市、西白河郡、東白川郡及び石川郡）辺りにあった白河国を支配した国造。

## 概要

### 祖先
- 『先代旧事本紀』「国造本紀」によれば、成務朝5年に天降天由都彦命11世孫である鹽伊乃己自直 （しほいのこじのあたい）を白河国造に定めたことに始まるとされる。

### 氏族
- 玉祖氏と同族で東山道系の国造では、信夫国造、染羽国造、伊久国造、思太国造の同族とされる。
- 井上氏など子孫あり。慶長5年（1600年）に伊野郷（現棚倉町の一部）で検地が行われており、この地の有力豪族であった井上信濃守、井上和泉守、井上備後など井上姓を名乗る者がおよそ10名ほど検地表に記載されている。

### 史跡
- 福島県東白川郡棚倉町字宮下に鹽伊乃己自直を祀った伊野地蔵尊がある。この地蔵が置かれた地にかつて鹽伊乃己自直が居住していたとされており、当時は小さな祠や鳥居のようなものがあったという。しかし、時代が下るにつれて神仏習合の考え方が広まり、本来は神祇信仰の対象であった鹽伊乃己自直が仏教信仰の対象である地蔵へと姿を変え、現在までその功績が伝承されている。
- 鹽伊乃己自直の墓とされる「馬場古墳」が馬場都々古別神社の後方小丸山にある[1]。

### 地名
福島県東白川郡棚倉町ホームページによると、鹽伊乃己自直が自ら鋤や鍬を取り、荒れ果てた原野を切り拓き民生に尽くしたことから、地元の民は感謝の意味を込めてこの地を伊乃そして後には転化して入野とも呼ぶようになったという。また、同町の一部は明治初期までは伊野郷伊野上村、伊野下村など命の名に由来する地名が使われていたことが多くの文献で確認できることからも、同町と鹽伊乃己自直は深い関りがあることが窺える。尚、現在の町名は旧棚倉藩名に由来している。

## 本拠

### 支配領域
国造の支配領域は当時白河国と呼ばれた地域、後の令制国の陸奥国白河郡、現在福島県白河市、西白河郡、東白川郡及び石川郡に相当する。
律令制下に入って、養老2年（718年）から養老6年（722年）または神亀元年（724年）3月にかけての短期間であるが陸奥国から石背国へ分割された経緯を持つ当地には、ヤマト王権の及ぶ北限の地として蝦夷を防ぐ白河の関があったとされ、大和朝廷の北進を代表する多賀城築城後はそこを守備した白河団の根拠地となった。

## 氏神など
- 白河神社 - 社伝によれば成務5年に鹽伊乃己自直を祀ったとされる。白河の関があったとされる福島県白河市旗宿関ノ森120番に鎮座する。
- 白河舟田・本沼遺跡群 - 同遺跡群に含まれる下総塚古墳は6世紀後半の築造と推定され、白河国造の墓との説もある。